# Ichirō Doi
Ichirō  Doi (土井 一郎, Doi Ichirō), circa 1955) is een Japans jazzpianist (ook elektrische piano).

## Biografie
Ichirō Doi speelde vanaf de jaren 70 in de Japanse jazzscene. Zijn eerste opnames maakte hij in 1976 met het Hachiro Kurita Trio en Kōnosuke Saijō (Let Me Love You). In 1978 nam hij op met het kwartet van Mabumi Yamaguchi (Leeward, 1978, met Ikuo Sakurai en Hideo Sekine). Begin jaren 80 was hij lid van de band Isao Suzuki & New Family (vier albums). In 1984/85 speelde hij met Tamami Koyake, te horen op opnames met Hank Jones en Larry Coryell. In de jazz speelde hij tussen 1976 en 1991 mee op 9 opnamesessies, onder meer van zangeres Aoi Katō (Mauve).